# Паломбара (Напуљ)
Паломбара је насеље у Италији у округу Напуљ, региону Кампанија.
Према процени из 2011. у насељу је живело 87 становника. Насеље се налази на надморској висини од 58 м.